# 小宮りりか
小宮 りりか（こみや りりか、2001年3月22日 - ）は、日本の子役。東京都出身。かつてはチャームキッズに所属していた。血液型はA型。

## 出演

### 映画
- 『刺青 匂ひ月のごとく』（アートポート/ハピネット、2009年）

### TV
- 『はじめての一枚』（2008年12月22日、日本テレビ）

### バラエティ
- 大!天才てれびくん ドラまちがい「名警部ホム畑」（2011年10月、NHK Eテレ） - 前田エリカ 役
- ピラメキーノ 子役恋物語シーズン29（2012年4月 - 5月、テレビ東京）[2]

### 雑誌
- 『ぷっちぐみ』（小学館）
- 『月刊カメラマン』2009年7月号（モーターマガジン社）

### CM
- 藤栄堂「パンパカケーキ」
- タカラトミー「レンジで作れる!生キャラメルポット」
- 小学館「ぷっちぐみ」
- NTTドコモ「905i」（緊急速報「エリアメール」篇）